# Vilma Glücklich
Vilma Glücklich, née en 1872 et morte en 1927, est une enseignante, féministe et pacifiste hongroise.

## Biographie
En 1896, elle devient la première femme hongroise à obtenir un diplôme de la faculté de philosophie de l'université d'État de Budapest, après avoir été la première femme admise dans une université hongroise. Avec Rosika Schwimmer, elle est l'une des principales figures du mouvement féministe hongrois de la fin du XIXe siècle et du début du XXe siècle. Elle est élue membre du comité directeur de l'Association nationale des femmes employées (1902), est la cofondatrice de l'Association féministe hongroise (1904), cofondatrice de la Ligue internationale des femmes pour la paix et la liberté (1915, dont elle est la secrétaire générale entre 1924 et 1926) et est membre du Comité de supervision de l'administration municipale de Budapest (1918).
Elle a travaillé comme enseignante. À partir de 1902, elle s'implique dans le militantisme syndical, et peu après dans le mouvement féministe. En 1913, elle et Rosika Schwimmer ont accueilli le 7e congrès de l'Alliance internationale pour le suffrage des femmes à Budapest. Pendant la Première Guerre mondiale, elle a été active dans le mouvement pacifiste. Elle est l'une des deux principales femmes du pays à soutenir la République démocratique hongroise de 1918. Le régime ayant par la suite changé, elle est empêchée de travailler et exilée en 1921 ; elle émigre en Suisse.

## Honneur
L'astéroïde (191551) Glücklich a été nommé en son honneur.

## Sources
- (en) Cet article est partiellement ou en totalité issu de l’article de Wikipédia en anglais intitulé « Vilma Glücklich » (voir la liste des auteurs).